# Sergio García de la Fuente
Sergio García de la Fuente (n. 9 iunie 1983) este un fost fotbalist spaniol care a evoluat pe post de atacant la echipe precum RCD Espanyol, Real Betis sau Real Zaragoza în La Liga.
García a reprezentat Spania la Euro 2008, câștigând turneul.

## Palmares
Spania
- Campionatul European de Fotbal: 2008

Spania U19
- UEFA European Under-19 Championship: 2002

Spania U20
- FIFA U-20 World Cup:

Vice-campion 2003